# Жирафа и очки
«Жира́фа и очки́» — рисованный мультипликационный фильм, выпущенный студией «Союзмультфильм» в 1978 году. Продолжительность — 8 мин 48 сек.

## Сюжет
Однажды Жирафа упала со шкафа и разбила очки. Взяв деньги, она отправилась в аптеку за новыми. По дороге растратила всё на ненужные вещи — шляпу, шарф, чулки. В итоге денег на необходимые очки у главной героини не хватило, но великодушный аптекарь подарил ей свои.

## Создатели
| автор сценария                 | Ирина Пивоварова |
| режиссёр                       | Галина Баринова |
| художники-постановщики         | Галина Баринова, Нина Николаева                                                                                       |
| оператор                       | Михаил Друян |
| композитор и исполнитель песен | Людмила Лядова |
| звукооператор                  | Владимир Кутузов |
| ассистенты:                    | - режиссёра: Людмила Морозова - художника: Елена Боголюбова - оператора: Екатерина Синицкая                           |
| монтажёр                       | Елена Тертычная |
| художники-мультипликаторы:     | Иосиф Куроян, Александр Панов, Ольга Орлова, Владимир Пальчиков, Татьяна Померанцева                                  |
| художник-декоратор             | Анна Атаманова |
| роли озвучивали:               | Герман Качин — енот Михаил Погоржельский — бегемот Всеволод Ларионов — рассказчик, попугай Татьяна Васильева — жирафа |
| редактор                       | Наталья Абрамова |
| директор картины               | Любовь Бутырина |

## Отзывы
Основной темой творчества Галины Бариновой стали русские сказки для малышей о животных, рассказанные ненавязчиво, лёгким языком, с юмором и запоминающимися мелодиями. Среди удач — «Жирафа и очки», «Страшная история», «Хитрая ворона», «Медведь — липовая нога». Во всех своих фильмах Галина Баринова выступает и в качестве художника-постановщика.— Сергей Капков